# Randy Spears

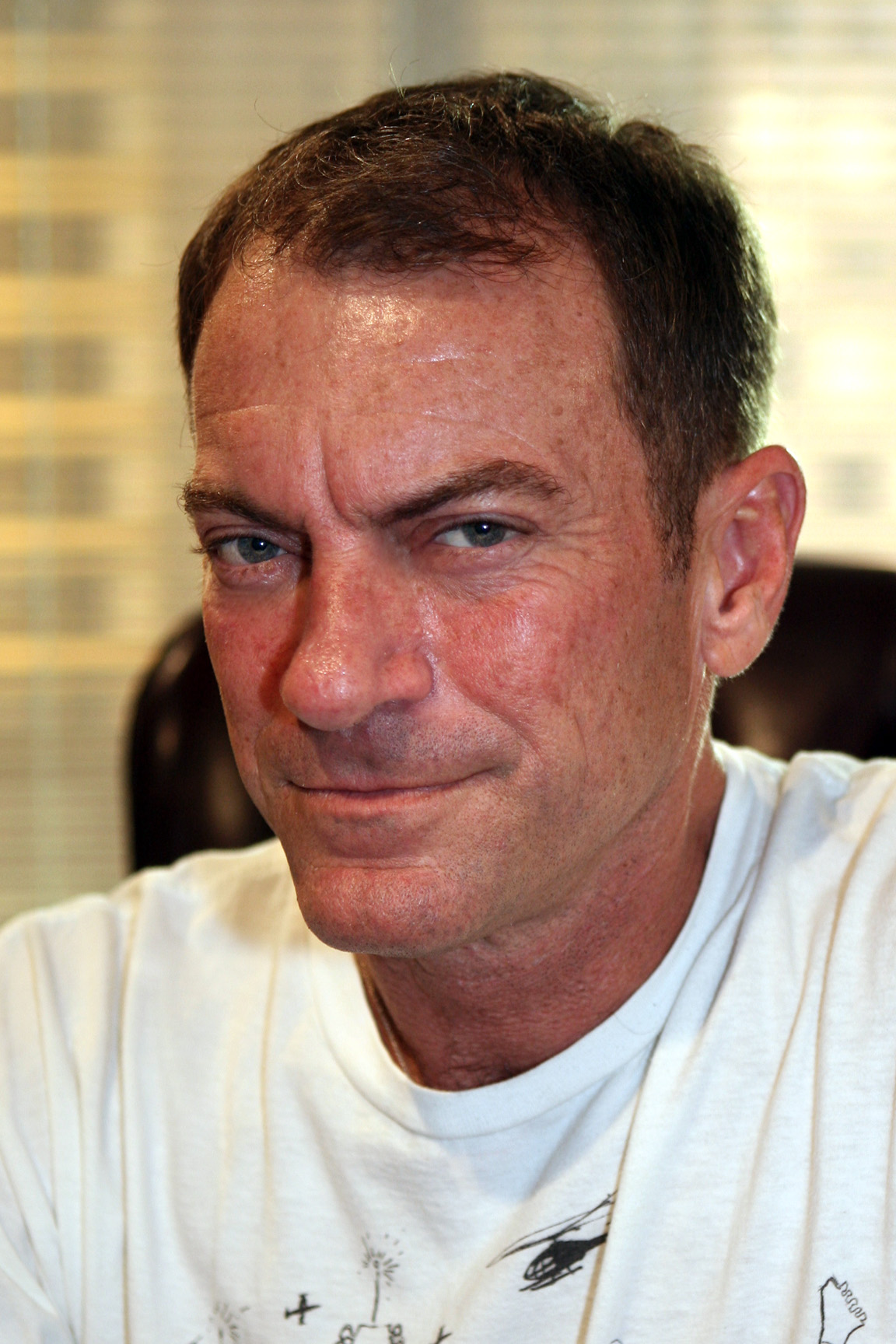
Randy Spears (2010)

Randy Spears (* 18. Juni 1961 in Kankakee, Illinois; eigentlich Gregory Allan Deuschle) ist ein ehemaliger US-amerikanischer Pornodarsteller.

## Biografie
Spears wuchs im Westen der USA auf und wollte Schauspieler werden. Dafür zog er nach Kalifornien. Im Alter von 20 Jahren bekam er kleine Rollenangebote. 1987 nahm seine Karriere eine entscheidende Kehrtwende. Bei einem Mode-Shooting traf er auf die Pornodarstellerin und Produzentin Ona Zee. Sie fragte Spears, ob er sich auch andere Rollen vorstellen könnte. 1988 spielte er in seinem ersten Pornofilm und wurde daraufhin immer wieder engagiert. Er drehte insgesamt ca. 500 Filme. Zu seinen frühen Werken zählen im Jahr 1988 Ghostess With the Mostess mit Aja und 1992 Stepsister mit Savannah und P. J. Sparxx. Später drehte er Something About Kylie mit Jewel Valmont und Cover-Girl Kylie Ireland. Er bekam eine feste Rolle in der Hardcore-Soap-Opera Naked Hollywood.
Spears bekam 1991 für seine Leistung in dem Klassiker The Masseuse mit Hyapatia Lee den AVN Award als bester Darsteller. Zudem gewann er AVN Awards für die Komödien Hercules und Double Feature. Zuletzt gewann er 2004 einen AVN Award für die Rolle des Androiden Jeeves in der Science-Fiction-Porno-Komödie Space Nuts. Er ist zudem Mitglied der AVN Hall of Fame und der XRCO Hall of Fame.
Von 1990 bis 1999 war er mit seiner Kollegin Danielle Rogers verheiratet und hat mit ihr zwei Kinder.
Nach 23 Jahren hörte Spears 2011 auf, in der Pornoindustrie zu arbeiten.
In einem Video der Anti-Pornografie-Organisation mit dem Titel Fight the New Drug, veröffentlicht im Juni 2015, berichtete Spears von den negativen Auswirkungen der Pornoindustrie auf sein Leben.

## Auszeichnungen
- 1991 AVN Award: „Bester Darsteller“ in The Masseuse
- 1993 XRCO Award: „Male Favorite“
- 1994 AVN Award: „Bester Nebendarsteller“ in Haunted Nights
- 2000 Hot d’Or: „Best American Actor“
- 2000 XRCO Award: „Bester Darsteller“ in Double Feature
- 2000 AVN Award: „Best Actor, Video“ in Double Feature![2]
- 2001 AVN Award: „Best Supporting Actor Film“ in Watchers
- 2003 AVN Award: „Best Supporting Actor Video“ in Hercules
- 2004 AVN Award: „Best Supporting Actor Video“ in Space Nuts
- 2005 AVN Award: „Best Supporting Actor Video“ in Fluff & Fold
- 2007 AVN Award: „Best Actor Film“ in Manhunters
- 2003 XRCO Award: „Actor (Single Performance)“ in Space Nuts – Wicked Pictures
- 2004 XRCO Award: „Actor (Single Performance)“ in Misty Beethoven – The Musical – VCA Pictures
- 2005 XRCO Award: „Actor (Single Performance)“ in Eternity – Wicked Pictures
- 2006 XRCO Award: „Actor (Single Performance)“ in Curse Eternal – Wicked Pictures
- 2006 FICEB Award: „Mejor actor de reparto / Best Supporting Actor“ für La mansion del placer
- 2006: Temptation Award als Best Actor – Film in Eternity[3]
- 2008 AVN Award: „Best Supporting Actor - Film“ in Flasher – Vivid Entertainment Group
- 2008 XRCO Award: „Best Single Performance - Actor“ in Black Widow – Wicked Pictures
- 2008 Eroticline Award: „Best International Actor“

## Filmografie (Auswahl)
- 1989: Hawaii Vice 6
- 1990: Night Trips
- 2003: Schneewittchen und das Flittchen (Beautiful)
- 2005: Camp Cuddly Pines Powertool Massacre
- 2007: Operation: Desert Stormy
- Dream Quest
- Coming Home
- 2040
- Batman XXX: A Porn Parody
- 2007: The Girl from B.I.K.I.N.I.
- Men in Black: A Hardcore Parody
- Speed